# 깎은 십이이십면체
| 깎은 십이이십면체                     | 깎은 십이이십면체                                               |
| ------------------------------------- | --------------------------------------------------------------- |
| (클릭해서 회전하는 모델을 볼 수 있다) |                                                                 |
| 종류                                  | 아르키메데스의 다면체 고른 다면체                               |
| 성분                                  | F = 62, E = 180, V = 120 (χ = 2)                                |
| 면의 수{변의 수}                      | 30{4}+20{6}+12{10}                                              |
| 콘웨이 표기법                         | bD또는 taD                                                      |
| 슐레플리 기호                         | tr{5,3}또는 {\displaystyle t{\begin{Bmatrix}5\\3\end{Bmatrix}}} |
| 슐레플리 기호                         | t0,1,2{5,3}                                                     |
| 위토프 기호                           | 2 3 5 \|                                                        |
| 콕서터 다이어그램                     |                                                                 |
| 대칭군                                | Ih, H3, [5,3], (*532), 120차                                    |
| 회전군                                | I, [5,3]+, (532), 60차                                          |
| 이면각                                | 6-10: 142.62° 4-10: 148.28° 4-6: 159.095°                       |
| 참조                                  | U28, C31, W16                                                   |
| 특성                                  | 반정다면체 볼록 zonohedron                                      |
| 색칠된 면                             | 4.6.10 (꼭짓점 도형)                                            |
| 육방이십면체 (쌍대다면체)             | 전개도                                                          |

깎은 십이이십면체는 아르키메데스의 다면체 중 하나이다. 면의 수가 62개이고 모서리만 무려 180개나 되며 꼭짓점의 수도 자그마치 120개이다. 깎인 정오각형 면과 깎인 정삼각형 면이 각각 정십각형, 정육각형 인 면이 생긴다. 마지막으로 깎인 면 역시 한 꼭짓점에 모이는 면 수처럼 정사각형 면이 생기게 된다.